# Telstar 18 (Fußball)

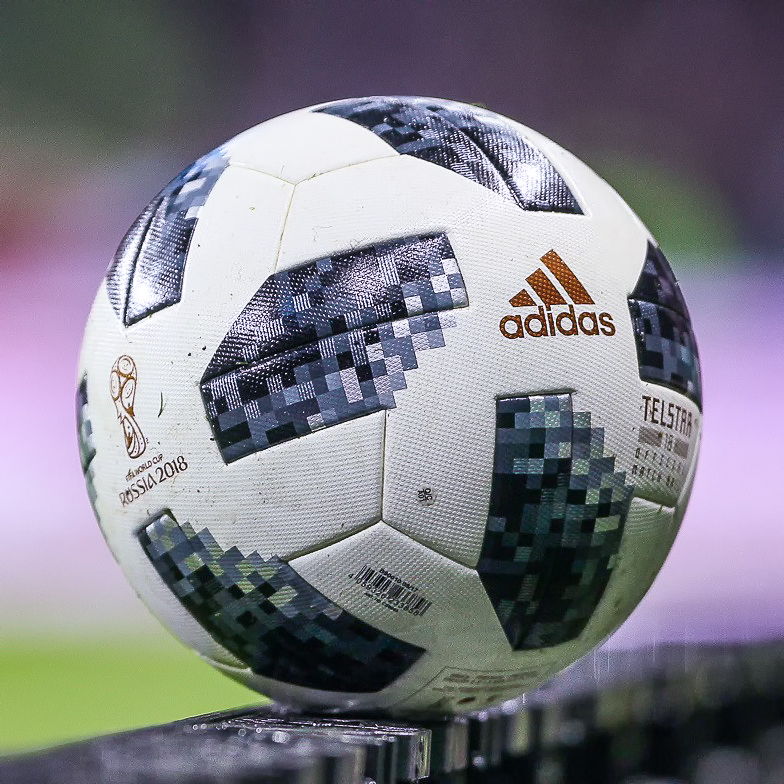
Der Telstar 18

Telstar 18 ist der Name des offiziellen Spielballs der Gruppenphase der Fußball-Weltmeisterschaft 2018. Der Name „Telstar“ geht zurück auf den Namen des Balls der Fußball-Weltmeisterschaften 1970 in Mexiko und 1974 in Deutschland. Die „18“ steht für das Jahr 2018. Der Fußball wird von Adidas hergestellt.
Für die K.o.-Phase der Fußball-Weltmeisterschaft 2018 kam der „Telstar Mechta“ zum Einsatz.
In der Saison 2018/19 der deutschen 3. Liga wurde der Ball flächendeckend eingesetzt.